# شلاطة
شلاطة (بالقبائلية "icelladen") هي بلدية جبلية تابعة لدائرة أقبو بولاية بجاية الجزائرية. بلغ عدد سكانها 9770 نسمة عام 2008.